# دیمیتریوس دیمیتریو
دیمیتریوس دیمیتریو (یونانی: Δημήτριος Δημητρίου؛ زادهٔ ۳۱ ژوئیهٔ ۱۹۹۷) شناگر اهل یونان است.